# Debora Salvalaggio
Debora Salvalaggio (Latina, 9 giugno 1985) è un'ex modella e showgirl italiana.

## Biografia
La sua prima esperienza nel mondo dello spettacolo fu nel 2003, partecipando col titolo di Miss Eleganza Lazio alla finale di Miss Italia, ottenendo il secondo posto e il titolo di Miss Eleganza 2003. Nell'estate 2004 partecipa al programma di Rai 1 Cinquant’anni Fantastico Rai ed è al fianco di Carlo Conti, sempre su Rai 1, nella conduzione del concorso di bellezza Miss Italia nel Mondo 2004. Nel 2005 diventa valletta di Aldo Biscardi nel programma calcistico Il processo di Biscardi. Nel 2006 e nel 2007 partecipa al programma sportivo Pressing Champions League ed è inviata speciale da Londra per la trasmissione di Rai 2 CD Live.
Nell'autunno 2007 approda nella prima serata di Rai 2 come concorrente del reality show L'isola dei famosi, venendo eliminata nel corso della seconda puntata con il 51% dei voti. In seguito viene scelta dalla rivista Max per realizzare il calendario sexy del 2008 (tiratura prevista e venduta: 350 000 copie) ed è ingaggiata come valletta per il quiz di Rai 2 Pyramid affiancando Enrico Brignano. Nel 2008, insieme a Claudia Galanti, co-conduce e si cimenta nel ruolo di showgirl nel varietà di Rai 2 Scorie, condotto da Nicola Savino. Nel 2010 affianca, in veste di inviata, Emanuele Filiberto di Savoia nel programma di Rai 2 Ricchi di energia.
Nell'inverno 2011 affianca il cantante Pupo nella conduzione del varietà di Rai 1 I raccomandati. Nell'estate 2011 è inviata per la manifestazione sportiva Derby del cuore, evento trasmesso su Rai 2 in prima serata. Nell'autunno 2011, insieme a Guendalina Tavassi e altri, esordisce come attrice recitando in Una notte da paura, un film diretto da Claudio Fragasso. Nel maggio 2012, insieme a Elisa Silvestrin, è inviata nella trasmissione di Rai 1 Mi gioco la nonna sotto la conduzione di Giancarlo Magalli. Dal luglio 2012 è nel cast di Ricci e capricci, una sitcom andata in onda su Italia 1 interpretata, tra gli altri, da Enzo Salvi e Raffaella Fico.

## Filmografia
- Una notte da paura, regia di Claudio Fragasso – film TV (2011)
- Ricci e capricci, regia di David Emmer – sitcom (2012)

## Programmi TV
- Miss Italia 2003 (Rai 1, 2003)
- Cinquant’anni Fantastico Rai (Rai 1, 2004)
- Miss Italia nel Mondo 2004 (Rai 1, 2004)
- Il processo di Biscardi (LA7, 2005-2006)
- Pressing Champions League (2006-2007)
- CD Live (Rai 2, 2006-2007)
- L'isola dei famosi 5 (Rai 2, 2007)
- Pyramid (Rai 2, 2007-2008)
- Scorie (Rai 2, 2008)
- Ricchi di energia (Rai 2, 2010)
- I raccomandati (Rai 1, 2011)
- Derby del cuore (Rai 2, 2011)
- Mi gioco la nonna (Rai 1, 2012)